# Seven de Hong Kong 2016
El Seven de Hong Kong de 2016 fue la cuadragésima primera edición del torneo de rugby 7, fue el séptimo torneo de la temporada 2015-16 de la Serie Mundial Masculina de Rugby 7.
Se disputó en la instalaciones del Hong Kong Stadium.

## Fase de grupos

### Grupo A
| Equipo        | Encuentros | Encuentros | Encuentros | Encuentros | Tantos  | Tantos    | Tantos     | Puntos |
| Equipo        | jugados    | ganados    | empatados  | perdidos   | a favor | en contra | diferencia | Puntos |
| ------------- | ---------- | ---------- | ---------- | ---------- | ------- | --------- | ---------- | ------ |
| Nueva Zelanda | 3          | 3          | 0          | 0          | 52      | 27        | +25        | 9      |
| Kenia         | 3          | 1          | 0          | 2          | 34      | 22        | +12        | 5      |
| Francia       | 3          | 1          | 0          | 2          | 46      | 53        | −7         | 5      |
| Samoa         | 3          | 1          | 0          | 2          | 34      | 64        | −30        | 5      |

Nota: Se otorgan 3 puntos al equipo que gane un partido, 2 al que empate y 1 al que pierda

### Grupo B
| Equipo     | Encuentros | Encuentros | Encuentros | Encuentros | Tantos  | Tantos    | Tantos     | Puntos |
| Equipo     | jugados    | ganados    | empatados  | perdidos   | a favor | en contra | diferencia | Puntos |
| ---------- | ---------- | ---------- | ---------- | ---------- | ------- | --------- | ---------- | ------ |
| Inglaterra | 3          | 2          | 1          | 0          | 52      | 26        | +26        | 8      |
| Sudáfrica  | 3          | 2          | 0          | 1          | 85      | 21        | +74        | 7      |
| Escocia    | 3          | 1          | 0          | 2          | 28      | 65        | −37        | 5      |
| Rusia      | 3          | 0          | 1          | 2          | 27      | 90        | −63        | 4      |

### Grupo C
| Equipo         | Encuentros | Encuentros | Encuentros | Encuentros | Tantos  | Tantos    | Tantos     | Puntos |
| Equipo         | jugados    | ganados    | empatados  | perdidos   | a favor | en contra | diferencia | Puntos |
| -------------- | ---------- | ---------- | ---------- | ---------- | ------- | --------- | ---------- | ------ |
| Estados Unidos | 3          | 3          | 0          | 0          | 69      | 26        | +43        | 9      |
| Australia      | 3          | 2          | 0          | 1          | 80      | 29        | +51        | 7      |
| Argentina      | 3          | 1          | 0          | 2          | 38      | 54        | −16        | 5      |
| Portugal       | 3          | 0          | 0          | 3          | 12      | 90        | −79        | 3      |

### Grupo D
| Equipo        | Encuentros | Encuentros | Encuentros | Encuentros | Tantos  | Tantos    | Tantos     | Puntos |
| Equipo        | jugados    | ganados    | empatados  | perdidos   | a favor | en contra | diferencia | Puntos |
| ------------- | ---------- | ---------- | ---------- | ---------- | ------- | --------- | ---------- | ------ |
| Fiyi          | 3          | 3          | 0          | 0          | 112     | 27        | +85        | 9      |
| Gales         | 3          | 2          | 0          | 1          | 74      | 60        | +14        | 7      |
| Canadá        | 3          | 1          | 0          | 2          | 58      | 57        | +1         | 5      |
| Corea del Sur | 3          | 0          | 0          | 3          | 28      | 128       | −100       | 3      |

## Fase Final

### Cuartos de final
| 10 de abril | Nueva Zelanda | 17 - 7 | Gales |  |  |

| 10 de abril | Estados Unidos | 0 - 28 | Sudáfrica |  |  |

| 10 de abril | Fiyi | 12 - 10 | Kenia |  |  |

| 10 de abril | Inglaterra | 5 - 14 | Australia |  |  |

### Semifinal
| 10 de abril | Nueva Zelanda | 12 - 7 | Sudáfrica |  |  |

| 10 de abril | Fiyi | 34 - 5 | Australia |  |  |

### Final
| 10 de abril | Nueva Zelanda | 7 - 21 | Fiyi |  |  |

| Bandera de Fiyi        |
| Campeón Fiyi           |
| 3º título del circuito |

## Clasificatorio Serie Mundial 2016-17

### Grupo E
| Equipo       | Encuentros | Encuentros | Encuentros | Encuentros | Tantos  | Tantos    | Tantos     | Puntos |
| Equipo       | jugados    | ganados    | empatados  | perdidos   | a favor | en contra | diferencia | Puntos |
| ------------ | ---------- | ---------- | ---------- | ---------- | ------- | --------- | ---------- | ------ |
| Alemania     | 3          | 2          | 1          | 0          | 74      | 19        | +55        | 8      |
| Zimbabue     | 3          | 2          | 1          | 0          | 68      | 26        | +42        | 8      |
| Hong Kong    | 3          | 1          | 0          | 2          | 55      | 31        | +24        | 5      |
| Islas Caimán | 3          | 0          | 0          | 3          | 5       | 126       | −121       | 3      |

### Grupo F
| Equipo             | Encuentros | Encuentros | Encuentros | Encuentros | Tantos  | Tantos    | Tantos     | Puntos |
| Equipo             | jugados    | ganados    | empatados  | perdidos   | a favor | en contra | diferencia | Puntos |
| ------------------ | ---------- | ---------- | ---------- | ---------- | ------- | --------- | ---------- | ------ |
| España             | 3          | 3          | 0          | 0          | 93      | 0         | +93        | 9      |
| Chile              | 3          | 2          | 0          | 1          | 48      | 40        | +8         | 7      |
| México             | 3          | 1          | 0          | 2          | 31      | 85        | −54        | 5      |
| Papúa Nueva Guinea | 3          | 0          | 0          | 3          | 22      | 69        | −47        | 3      |

### Grupo G
| Equipo    | Encuentros | Encuentros | Encuentros | Encuentros | Tantos  | Tantos    | Tantos     | Puntos |
| Equipo    | jugados    | ganados    | empatados  | perdidos   | a favor | en contra | diferencia | Puntos |
| --------- | ---------- | ---------- | ---------- | ---------- | ------- | --------- | ---------- | ------ |
| Japón     | 3          | 3          | 0          | 0          | 112     | 0         | +112       | 9      |
| Marruecos | 3          | 1          | 1          | 1          | 38      | 81        | −43        | 6      |
| Tonga     | 3          | 1          | 0          | 2          | 43      | 55        | −12        | 5      |
| Brasil    | 3          | 0          | 1          | 2          | 24      | 81        | −57        | 4      |

### Cuartos de final
| 9 de abril | España | 7 - 12 | Hong Kong |  |  |

| 9 de abril | Alemania | 19 - 14 | Marruecos |  |  |

| 9 de abril | Zimbabue | 19 - 5 | Chile |  |  |

| 9 de abril | Japón | 33 - 0 | Tonga |  |  |

### Semifinal
| 10 de abril | Hong Kong | 17 - 7 | Alemania |  |  |

| 10 de abril | Zimbabue | 0 - 22 | Japón |  |  |

### Final
| 10 de abril | Japón | 24 - 14 | Hong Kong |  |  |

| Bandera de Japón                             |
| Clasificado a la serie mundial 2016-17 Japón |